# Aazheim
Aazheim ist eine ehemalige Siedlung im Kanton Schaffhausen, Schweiz. Seit 1535 wurde der Ort als Aazheimerhof bezeichnet, den die Äbte vom Kloster Rheinau bis 1601 zu ihrem Sommersitz ausbauten. Dieser liegt im Westen der Gemeinde Neuhausen am Rheinfall.

## Lage
Die Ansiedlung liegt im äussersten Westen des Stadtgebiets. Die Staatsgrenze nach Deutschland liegt etwa 600 Meter südlich. Nordnordwestlich des Hofs liegt oberhalb der «Neuwisen» das Naturschutzgebiet Bohnerzgruben Färberwiesli.

## Geschichte

### Aazheim
Im Ort sind Mauerreste aus römischer Zeit nachgewiesen. Aazhain wurde erstmals 1304 urkundlich erwähnt. Im 14. Jahrhundert gehörte der grosse Landbesitz den Herren von Tengen und adligen Bürgergeschlechtern von Schaffhausen. Die Im Thurn hatten seit der Wende zum 15. Jahrhundert die Vogteiherrschaft inne. Von 1429 bis 1556 kam das Dorf mit einer Kirche in den Besitz des Heiliggeist-Spitals in Schaffhausen. Die Siedlung, 1535 nur noch als Hof bezeichnet, ist während des Spätmittelalters abgegangen.

### Aazheimerhof
Das Kloster Rheinau erwarb 1556 den Hof. Schaffhausen behielt die niedere Gerichtsbarkeit und das Mannschaftsrecht (Aushebungsrecht). Die Äbte errichteten zwischen 1588 und 1601 Ökonomiegebäude. Abt Gerold Zurlauben (Gerold der Erste) erbaute von 1598 bis 1601 den Landsitz.
Der Aazheimerhof kam 1838 wieder an das Heiliggeist-Spital – nach anderen Angaben wurde das gesamte Anwesen am 1. Oktober 1838 von der Stadt Schaffhausen, Neuhausen und Hallau gemeinschaftlich für 66'400 Gulden ersteigert. Im Jahr 1875 kommt der Hof an die Bürger- und 1936 an die Einwohnergemeinde Schaffhausen.
Der landwirtschaftliche Teil wird seit 1909 in vierter Generation als Pachtbetrieb bewirtschaftet. Sie bewohnen ein modernes Haus.
Der 1588–1601 erbaute spätgotische Landsitz ist im Kulturgüterschutz-Inventar der Schweiz als «Kulturgut von kantonaler Bedeutung» (B-Objekt, KGS-Nr. 4343) klassifiziert.

## Belege
1. ↑  schwyn-aazheimerhof.ch: Unser Hof – Geschichte (Abgerufen am 30. November 2021)

Koordinaten: 47° 40′ N, 8° 35′ O; CH1903: 686095 / 280807